# Martigny (Sena Marítimo)
Martigny é uma comuna francesa na região administrativa da Normandia, no departamento de Sena Marítimo. Estende-se por uma área de 5,07 km². Em 2010 a comuna tinha 438 habitantes (densidade: 86,4 hab./km²).